# 49e méridien est
En géographie, le 49e méridien est est le méridien joignant les points de la surface de la Terre dont la longitude est égale à 49° est.

## Géographie

### Dimensions
Comme tous les autres méridiens, la longueur du 49e méridien correspond à une demi-circonférence terrestre, soit 20 003,932 km. Au niveau de l'équateur, il est distant du méridien de Greenwich de 5 455 km,.
Avec le 131e méridien ouest, il forme un grand cercle passant par les pôles géographiques terrestres.

### Régions traversées
En commençant par le pôle Nord et descendant vers le sud au pôle Sud, Le 49e méridien est passe par:
| Coordonnées          | Pays, territoire ou mer | Notes                                                          |
| -------------------- | ----------------------- | -------------------------------------------------------------- |
| 90° 00′ N, 49° 00′ E | Océan Arctique          |                                                                |
| 80° 31′ N, 49° 00′ E | Russie                  | Île de Terre George, Terre François-Joseph                     |
| 80° 22′ N, 49° 00′ E | Mer de Barents          | Canal Nightingale                                              |
| 80° 12′ N, 49° 00′ E | Russie                  | Island of Terre George, Terre François-Joseph                  |
| 80° 10′ N, 49° 00′ E | Mer de Barents          |                                                                |
| 69° 30′ N, 49° 00′ E | Russie                  | Île Kolgouïev                                                  |
| 68° 44′ N, 49° 00′ E | Mer de Barents          |                                                                |
| 67° 50′ N, 49° 00′ E | Russie                  | Passe juste à l'ouest de Kazan                                 |
| 50° 43′ N, 49° 00′ E | Kazakhstan              |                                                                |
| 46° 25′ N, 49° 00′ E | Russie                  |                                                                |
| 46° 08′ N, 49° 00′ E | Mer Caspienne           |                                                                |
| 41° 27′ N, 49° 00′ E | Azerbaïdjan             |                                                                |
| 39° 11′ N, 49° 00′ E | Mer Caspienne           |                                                                |
| 37° 44′ N, 49° 00′ E | Iran                    |                                                                |
| 30° 20′ N, 49° 00′ E | Golfe Persique          |                                                                |
| 27° 36′ N, 49° 00′ E | Arabie saoudite         |                                                                |
| 18° 29′ N, 49° 00′ E | Yémen                   |                                                                |
| 14° 19′ N, 49° 00′ E | Océan Indien            | Golfe d'Aden                                                   |
| 11° 15′ N, 49° 00′ E | Somalie                 |                                                                |
| 6° 04′ N, 49° 00′ E  | Océan Indien            |                                                                |
| 12° 19′ S, 49° 00′ E | Madagascar              |                                                                |
| 19° 14′ S, 49° 00′ E | Océan Indien            |                                                                |
| 60° 00′ S, 49° 00′ E | Océan Austral           | Passe juste à l'est de Ile Blanche, Antarctique                |
| 66° 54′ S, 49° 00′ E | Antarctique             | Territoire antarctique australien, revendiqué par l' Australie |